# База-Куяново
База-Куяново (баш. Баҙы-Ҡуян) — деревня в Илишевском районе Республики Башкортостан Российской Федерации. Входит в состав Дюмеевского сельсовета. 

## География

### Географическое положение
Расстояние до:
- районного центра (Верхнеяркеево): 25 км,
- центра сельсовета (Дюмеево): 2 км,
- ближайшей ж/д станции (Буздяк): 89 км.

## Население
| 2002 | 2009 | 2010 |
| ---- | ---- | ---- |
| 133  | ↘129 | ↘122 |

Национальный состав
Согласно переписи 2002 года, преобладающая национальность — башкиры (100%).